# 杜穉季
杜穉季（?—?），霸陵县（治今陕西省西安市东北）人，西汉关中大侠。
杜穉季与元后王政君姊姊的儿子卫尉淳于长、大鸿胪萧育等大官僚相亲友善，于是通过这些势力横霸关中。当时，孙宝担任京兆尹，想要依附淳于长，不敢以法治罪杜穉季。孙宝的故吏侯文出主意让杜穉季不敢犯法，不久之后杜穉季病卒。杜穉季之子杜苍，也任侠好勇，在游侠中，名在其父之上。